# Oxetoron
Az oxetoron migrén elleni gyógyszer. Szerotonin(en) és hisztamin antagonista(en).
Leggyakoribb mellékhatása az álmosság, különösen a kezelés elején, és nagy adagoknál.

## Készítmények
A nemzetközi gyógyszerkereskedelemben:
- Nocertone

Magyarországon nincs forgalomban.